# Adénosine-désaminase
Pour les articles homonymes, voir ADA.
L'adénosine-désaminase (ADA), ou adénosine-aminohydrolase, aussi appelée désaminase de l'adénosine, est une hydrolase qui catalyse la réaction :
adénosine + H2O  {\displaystyle \rightleftharpoons }  inosine + NH3.
Cette enzyme intervient dans le métabolisme des purines et dans la métabolisation des acides nucléiques. Elle convertit l'adénosine en inosine, qui peut à son tour être clivée en ribose et hypoxanthine par la purine nucléoside phosphorylase.
Présente dans pratiquement toutes les cellules des mammifères, elle intervient avant tout dans le développement et la maintenance du système immunitaire. L'étendue de son rôle physiologique n'est cependant pas encore entièrement compris. On a proposé que, chez l'homme, elle intervienne également dans la différenciation des cellules épithéliales, dans la neurotransmission et la gestation. On a également proposé qu'elle stimule la libération d'acides aminés excitants et quelle soit nécessaire au couplage des récepteurs A1 de l'adénosine et des protéines G hétérotrimériques.
L'adénosine-désaminase existe sous deux formes : monomère et dimère. Sous forme monomérique, l'enzyme se présente comme une chaîne polypeptidique repliée en huit tonneaux β entourés par huit hélices α délimitant une poche profonde où se trouve le site actif. Elle contient également trois hélices supplémentaires : les résidus no 19 à 76 se replient en trois hélices situées entre les structures β1 et α1 ; deux hélices antiparallèles supplémentaires de l'extrémité C-terminale sont également situées en travers de l'extrémité N-terminale du tonneaux β. Le site actif contient un cation de zinc Zn2+ enfoui au plus profond de la cavité et coordonnée à la fois au substrat et aux résidus His15, His17, His214 et Asp205 ; l'adénosine interagit dans le site actif à travers neuf liaisons hydrogène. Le zinc est le seul cofacteur nécessaire au fonctionnement de cette enzyme.
C'est l'une des enzymes clé du métabolisme des purines. On la trouve chez les bactéries, les plantes et les animaux, avec une séquence peptidique fortement préservée d'une espèce à l'autre. La conservation de cette séquence suggère que l'adénosine-désaminase joue un rôle crucial dans la voie de sauvetage des purines.